# Pronoia
În Imperiul Bizantin, pronoia (plural pronoiai) (în greacă: πρόνοια  - îngrijire; purtare de grijă, prevedere) a fost un privilegiu fiscal din secolele XI-XV. Era acordat de către împărat pe viață (uneori ereditar) unei persoane seculare sau unei mănăstiri ca recompensă pentru slujire, cu dreptul de a gestiona un anumit teritoriu și de a colecta taxe de pe acesta. A avut cea mai mare dezvoltare în a doua jumătate a secolului al XII-lea, când proprietățile funciare au fost acordate pentru diverse servicii, în principal militare. În timp, pronoia a devenit o posesie ereditară. Începând cu secolul al XI-lea și continuând până la cucerirea imperiului în secolul al XV-lea, sistemul s-a diferit în mod semnificativ de feudalismul occidental european din aceeași perioadă.
A fost instituită în timpul împăratului Constantin al IX-lea Monomahul (domnie 1042 – 1055).

## Instituția pronoia
O pronoia a fost o subvenție care a transferat temporar drepturile fiscale imperiale către o persoană sau o instituție. Aceste drepturi erau cel mai frecvent impozite sau venituri din terenurile cultivate, dar puteau fi și alte venituri, cum ar fi apa și drepturile de pescuit, taxe vamale etc. Subvențiile erau stabilite pentru o perioadă, de obicei pe viață, și revocabile după bunul plac al împăratului. O pronoia acorda beneficiarului posesia, nu proprietatea, care a rămas imperială.
Limitele și specificul unui privilegiu pronoia erau înregistrate într-un document imperial denumit praktika („înregistrări”); deținătorii de pronoia (subvenționarii cu alte cuvinte) erau numiți pronoiarios. Cuvântul pronoia se poate referi la subvenția însăși (terenul, de exemplu), la valoarea sa în bani sau la venitul pe care l-a produs.
Cu toate că pronoia a fost adesea folosită pentru a recompensa serviciul militar sau alte loialități, acestea nu implicau nicio obligație militară specifică (spre deosebire de fiefurile feudale), deși amenințarea revocării oferea puterii coercitive statului.

## Context
Până în secolul al XI-lea, aristocrații bizantini nu mai dețineau o putere semnificativă. Titlurile și puterea onorifice erau acordate de împărat, iar concurența era acerbă; cele mai dorite subvenții au fost cele care implicau guvernarea și colectarea impozitelor în diferite părți ale Imperiului. În timpul domniei lui Constantin al IX-lea Monomahul, aristocrația a început să își afirme în mod deschis suveranitatea asupra diferitelor părți ale imperiului, colectând impozite de la populația locală în scopuri proprii și planificând deseori revolte împotriva împăratului. 
La sfârșitul secolului al XI-lea, Alexie I Comnenul a încercat să reformeze aristocrația, luând măsura pacificatoare de a distribui teritoriul roman între membrii aristocrației, prin acordarea de fonduri funciare în condițiile serviciului militar. Astfel, și-a îndepărtat din Constantinopol posibili oponenți, care visau să-l provoace pe împărat. Cele mai multe pronoiai acordate de Alexie au fost către membrii familiei sale (Comnenus). Alexius a legalizat pur și simplu deținerea de pământ de către aristocrați și a pus-o sub controlul centralizat al statului.

## Secolul al XII-lea
Nepotul lui Alexei I, Manuel I Comnenul, a continuat să acorde pământ aristocraților, dar în loc să plătească un salariu permanent ofițerilor aristocrați, le-a mărit pronoiai. Pronoia s-a transformat în esență într-o licență de impozitare a cetățenilor care locuiau în limitele teritoriilor acordate (paroikoi. πάροικοι). Pronoiarii (cei cărora li se acordase o pronoia) au devenit ceva asemănător cu vameșii, cărora li s-a permis să păstreze o parte din veniturile pe care le-au încasat. Această idee nu era una nouă: mai devreme Heraclius I a reorganizat pământul imperial în districte militare, creând themele, diviziuni administrative ale Imperiului Bizantin. În cadrul acestui sistem, ofițerii militari (temarhii, strategii) conduceau fiecare district și colectau taxe de la țăranii care se ocupau cu agricultura. Cu toate acestea, paroikoii, fie sub sistemul Thema, fie sub pronoia, nu erau iobagi ca țăranii din sistemul feudal al Europei de Vest. Nu datorau nicio loialitate sau serviciu special strategosului sau pronoiarului, deoarece în ambele cazuri împăratul era încă proprietarul legal al terenului. Probabil că pronoiarul nu era nici măcar originar din ținutul unde i s-a acordat pronoia.

## Dinastia Paleolog
După ce cruciații au cucerit Constantinopolul în 1204, sistemul pronoia a continuat să existe în Imperiul de la Niceea, unde împărații au condus în exil. Împăratul Ioan al III-lea Ducas Vatatzes a dat, de asemenea, pronoiai bisericii și femeilor nobile, lucru care nu fusese făcut înainte. În 1261, după recucerirea Constantinopolului, Mihail al VIII-lea Paleologul a permis moștenirea acestora, făcând imperiul similar cu statele feudale ale Europei. De asemenea, au fost audiate pentru ca valorile acestora să fie mai realiste în funcție de condițiile contemporane, deoarece imperiul își pierduse o mare parte din pământ și din venituri încă din secolul al XI-lea. Sub conducerea dinastiei Paleolog, pronoiarii au putut fi mai ușor organizați în unități militare dacă împăratul ar avea nevoie de serviciul lor. Împăratul le putea confisca veniturile din orice motiv. De exemplu, Andronic al II-lea Paleologul a folosit banii strânși de pronoiari pentru a finanța expediții militare împotriva Bulgariei, dar nu le-a cerut să furnizeze ei înșiși serviciul militar. În acest timp, pronoiarii au putut atrage, de asemenea, adepți, oferindu-le granturi proprii de pronoia.
Recrutarea pronoiarilor pentru a forma o armată a ajutat la unirea rămășițelor imperiului după 1261. Cu toate acestea, existau în acest moment doar câteva mii de pronoiari și, deși își plăteau propriile cheltuieli, împărații nu-și puteau permite o armată sau o marină completă pentru a întări apărarea imperiului. Imperiul sărăcit a avut venituri fiscale foarte mici, iar pronoiarii au început să extragă chirii de la paroikoi, întorcându-se la vechiul sistem al Themelor.
Imperiul a continuat să piardă ținuturi în fața Imperiului Otoman, iar Constantinopolul a fost în cele din urmă  cucerit în 1453, dar otomanii au continuat să folosească propria lor versiune a sistemului de pronoia, numit sistemul timar, pe care îl împrumutaseră de la romanii orientali în timpul cuceririlor lor.